# Heribert Hopf
Heribert Hopf (* 14. Februar 1936 in Forchheim/Oberfranken) ist ein deutscher Schriftsteller.

## Leben
Hopf absolvierte eine Ausbildung zum Diakon sowie zum Verwaltungsangestellten. Anschließend war er in der Personalverwaltung der Evangelischen Kirche in Bayern tätig. Er verfasste daneben Erzählungen, Laienspiele und Hörspiele. 1979 nahm er am Ingeborg-Bachmann-Wettbewerb in Klagenfurt teil.

## Werke
- Hirten und Flüchtlinge, München 1959
- Herr Rosenbaum gibt sich zu erkennen, Stuttgart 1979

| Personendaten    | Personendaten            |
| ---------------- | ------------------------ |
| NAME             | Hopf, Heribert           |
| KURZBESCHREIBUNG | deutscher Schriftsteller |
| GEBURTSDATUM     | 14. Februar 1936         |
| GEBURTSORT       | Forchheim, Oberfranken   |